# Stéphane Trois Carrés
Stéphane Trois Carrés est un artiste peintre et vidéaste français, né le 11 juillet 1963 à Neuilly-sur-Seine

## Biographie
Après des études d'arts appliqués au lycée technologique Maximilien Vox, Stéphane Trois Carrés intègre l’École nationale supérieure des arts décoratifs, où il fonde le collectif de peintres Les Frères Ripoulin. Le groupe se fait connaître en réalisant des affichages sur les panneaux urbains 4x3 dans la mouvance de la figuration libre et participe à plusieurs expositions dans les galeries parisiennes et new-yorkaises.
À la fin des années 1980, le groupe se dissout. Stéphane Trois Carrés développe sa peinture indépendamment. Repéré par le critique d’art Jean Seisser, celui-ci publie son manifeste l’Art en guise de gaz parfait en 1989.

Au cours des années 1990, Stéphane Trois Carrés bénéficie d’un atelier à l'hôpital éphémère, où il côtoie une nouvelle génération d’artistes et participe à de nombreuses expositions collectives.
Avec le développement de l’internet et des outils numériques, Stéphane Trois Carrés explore les nouveaux paradigmes. Il réalise plusieurs projets artistiques numériques. Il collabore avec les Programmes Courts de Canal+ et conçoit trois épisodes de l’Œil du cyclone. En 2000, il intègre la commission des nouvelles technologies de la SCAM en tant qu’auteur et crée la bourse Brouillon d’un rêve numérique Pierre Schaeffer.
Depuis 1999, Il enseigne à l'École Supérieure d'Art et Design Le Havre-Rouen, à la Margate School et à l'Université Gustave Eiffel et est associé à différents projets pédagogiques.
Depuis 2010, il renoue avec la peinture, mixant techniques numériques et analogiques.

## Démarche
À partir d’une réflexion sur les sciences et l’esthétique, Stéphane Trois Carrés interprète les théories de morphogenèse et les concepts de mathématiques dans un jeu de correspondances et d’analogies picturales, révélant ainsi d'autres façons de comprendre le monde.

## Expositions

### Expositions personnelles (sélection)
1997 Lithogravures, Exposition itinérante, Alliance française
1995 Peintures, Hôpital Ephémère, Paris
1997 Peintures 1990-1996, Galerie du Cloître, École régionale des Beaux-Arts, Rennes

2001 Bidules y Fotutos, Alliance française, Puerto-Rico

2006 Stéphane Trois Carrés, École supérieure d’art, Pau
2005 Ici et là, Association française d'action artistique (AFAA), Paris

2014 La Complexité tout simplement, Galerie ART 89, Paris
2008 L’Entre-Images, Galerie des écoles d’art, Poitiers

2015 Dessins afin de mettre l’atelier en abyme, Kepler Art Conseil, Paris

2016 Clones et mutants, Kepler Art Conseil, Paris

2016 La Forêt scalaire, Kepler Art Conseil, Paris

2016 Des Mondes parallèles, Galerie Le Préau, Nancy

2022 Upside Down, Galerie Speerstra, Suisse
2024 des mondes possibles, Galerie Speerstra, Paris

### Expositions collectives (sélection)
1990 Bakakai, Paris

1993 Love me tender, Galerie Le sous-sol, Paris
1992 Les Ateliers de l’Arc, Musée d’art moderne de la ville de Paris

2003 Vers d’autres paysages, Le Parvis, Centre d'art contemporain (CAC), Pau
1993 38e Salon de Montrouge

2017 Libres figurations, années 80, Fond Hélène Édouard Leclerc, Landerneau

2018 Apax, Centre du bout du monde, Portugal
2017 Collaboration avec Patrick Loughran, 19e Biennale internationale de céramique, Châteauroux

2019 Biennale des antiquaires, Grand Palais, Paris

2021 Libres figurations, années 80, Musée des Beaux-Arts et Cité de la mode et de la dentelle, avec le Fond Hélène Édouard Leclerc, Calais

2021 Offuscations, Festival Access, Pau
2024 REAL SPACE, Galerie Abstract Project, Paris

## Installations
1999 Electronic Wall-papers 1.0, ArtMalta, Paris

2000 Géométries de l’intuition, Espace Landowski, Boulogne-Billancourt

2002 60’, Festival Imagina, Monaco (coll)

2003 365 jours, Festival Vidéoformes, Clermont-Ferrand (coll)

2005 Que trouve-t-on entre A et B ?, Synesthésie, Centre d’art virtuel, Saint Denis

2005 Wharf, Rencontres vidéo, Hérouville Saint Clair (coll)

2006 French Art and Video Scene, Portobello Film Festival, Londres (coll)

2007 Motionless Traveler no 02, Synesthésie, Centre d’art virtuel, Saint Denis (coll)

2009 Installation, Synesthésie, Centre d’art virtuel (coll)

2009 N+1, La Force de l’art 02 / Les Virtuels, Grand Palais, Paris (coll)

2009 N+1, Festival Bandits Mages, Bourges (coll)

2009 N+1, Festival Vidéoformes, Clermont-Ferrand (coll)

2012 Motionless Traveller no 3, Installation en ligne, Slaford University, Manchester

2013 Cage suite, en co-auteur avec Alain Longuet, FUZ, Le Générateur, Gentilly (coll)

2014 Cage suite, en co-auteur avec Alain Longuet, Festival Vidéoformes, Clermont Ferrand (coll)

2014 Despite efficiency, Herbert Read Gallery, Canterbury (coll)

2014 Miscellanées numériques, Scam, Paris

2015 Motionless Traveller no 5, Performance, University for creative arts, Londres

2015 Cage suite, en co-auteur avec Alain Longuet, Polytechnic museum, Moscou (coll)

2015 Cage suite, en co-auteur avec Alain Longuet, Festival Vidéoformes, Clermont Ferrand (coll)

2018 Art numérique 2 #76, Galerie abstract project, Paris (coll)

2019 Art numérique 3 - Vers l’art algorithmique #98, et Animé #80, Galerie abstract project, Paris (coll)

2019 Offset, Festival Recto VRso, Laval Virtual, Musée École de la Perrine, Laval (coll)

2021 Art numérique 4 - Procédés et systèmes en art génératif #114, Galerie abstract project, Paris (coll)

2022 Art numérique 5 - Aléatoire #136, Galerie abstract project, Paris (coll)

## Conception, écriture
- 1997 Ode au Rat, documentaire, 26 minutes, co-réalisation Jérôme Lefdup, diffusion Canal+
- 1997 Annales d'Exobiologie sur la Base de témoignages Littéraires au Sujet des Visites de la Terre par des Créatures Extra-Terrestres (prix Scam de la création), co-réalisation Jérôme Lefdup, diffusion Canal+
- 1998 Que le Grand Tic me Toc, documentaire, 26 minutes, Conception et co-réalisation C.Barret, diffusion Canal+
- 1999 Inutile d’insister, Conception Réalisation Stéphane Trois Carrés, diffusion Canal+
- 2003 Story Board, exposition co-dirigée avec Sophie Nagiscarde, Scam[19]

## Publications
- Ateliers 1992 : 21 dossiers d'artistes Musée d'Art moderne de Paris, éd. Paris-Musées, 1992 (ISBN 9782904497124)
- Stéphane Trois Carrés, L’intégrAle, éd. de Ranchin, 1996
- Stéphane Trois Carrés, Stéphane Trois Carrés, école supérieure d'art de Pau, coll. « Carnet sagace », 2006
- Pascale Weber (dir.), Jean Delseaux (dir.), Stéphane Trois Carrés et Alain Longuet, « De l'espace virtuel du corps en présence », dans Pour une anthropologie numérique, Presses Universitaires de Nancy, coll. « Épistémologie du corps », 2010
- Stéphane Trois Carrés, Acheropoiesis and its loops, Virtual Reality International Conference (VRIC), Laval Virtual, 2010
- Stéphane Trois Carrés, La Complexité tout simplement, éd. La Dragonne, 2014 (ISBN 9782913465879)